# Lac Tule
Le lac Tule est un lac intermittent du nord de la Californie, aux États-Unis, situé à cheval sur les comtés de Modoc et de Siskiyou.